# Concrete and Glass
Concrete And Glass è il secondo album studio del gruppo rock italiano Laundrette, pubblicato nel 2000 con etichette Free Land di Catania e Gamma Pop Records di Forlì.

## Tracce
1. Remondino – 1:55
2. Two States – 4:13
3. That Plush – 3:29
4. Diver In The Sea Of Sirens – 4:19
5. Out Of Traffic – 3:50
6. Like A Plane – 3:47
7. Confess the Confessor – 4:28
8. Vincent Gallo – 3:25